# Jun’ya Koga
Jun’ya Koga (jap. 古賀 淳也, Koga Jun’ya; * 19. Juli 1987 in Kumagaya) ist ein japanischer Schwimmer. Spezialisiert über die 50- und 100-Meter-Rückendistanz gelang dem Studenten der Waseda-Universität sein bisher größter Erfolg bei den Schwimmweltmeisterschaften in Rom 2009, wo er über die 100-Meter-Strecke als erster asiatischer Schwimmsportler die Goldmedaille gewinnen konnte.

## Werdegang
Jun’ya Koga trat international erstmals 2003 als 15-Jähriger bei den australischen New South Wales state swimming championships in Erscheinung, wo er über die nichtolympischen 50 m Rücken in der Zeit von 26,72 Sekunden einen dritten Platz belegte. Im Juni 2004 nahm der Japaner in seiner Paradedisziplin an der europäischen Sportveranstaltung Mare Nostrum teil und belegte in Monte Carlo ebenfalls einen dritten Platz (26,68 s). Anfang Januar 2005 sorgte Koga mit einem Sieg bei den Junior Pan Pacific Championships auf Hawaii für Aufsehen, als er den favorisierten Australier Andrew Lauterstein über die 100-Meter-Rückendistanz schlagen konnte (56,33 s). Drei Monate später nahm Koga an den japanischen Meisterschaften teil, wo er als Dritter über 50 m Rücken die Qualifikation für die Schwimm-WM in Montréal knapp verpasste. Bei den Ostasienspielen Anfang November desselben Jahres in Macau belegte Koga über 50 m Rücken hinter dem vier Jahre älteren Chinesen Ouyang Kunpeng einen zweiten Platz und setzte mit einer Zeit von 25,68 s einen neuen Hochschulrekord. Ebenfalls die Silbermedaille gewann er über 50 m Freistil in einer Zeit von 23,16 s.
Mitte April 2006 gewann Koga bei den japanischen Meisterschaften hinter Tomomi Morita die Silbermedaille über 50 m Rücken. Anfang Dezember desselben Jahres gelang dem 19-Jährigen sein bis dahin größter sportlicher Erfolg, als er bei den Asienspielen in Doha auf der kurzen Rückenstrecke Ouyang Kunpeng in einer Zeit von 25,40 s besiegen konnte. 2007 nahm Koga das erste Mal an Schwimmweltmeisterschaften teil und belegte in Melbourne beim Sieg des Südafrikaners Gerhard Zandberg einen siebten Platz über seine Paradestrecke (25,56 s). Wenige Tage später sicherte er sich in einer Zeit von 25,52 s erstmals den japanischen Meistertitel über 50 m Rücken, während der Japaner Anfang August bei der Sommer-Universiade sich nur um eine hundertstel Sekunde dem Deutschen Helge Meeuw geschlagen geben musste. Über 50 m Freistil kam er in den Vorläufen mit einer Zeit von 23,34 s nicht über den 22. Platz hinaus.
Mitte Februar 2008 gewann Koga bei den japanischen Kurzbahnmeisterschaften die Silbermedaille über 50 m Rücken (24,21 s) und nahm Mitte Mai am internationalen Grand-Prix-Meeting im amerikanischen Santa Clara teil, wo er mit der japanischen Lagenstaffel hinter der australischen Mannschaft Platz zwei belegte. Einen Monat später konnte Koga bei den japanischen Meisterschaften seinen Titel über 50 m Rücken in der nationalen Rekordzeit von 25,33 s verteidigen. Im Gegensatz zu japanischen Teamkollegen wie Kōsuke Kitajima, die begünstigt durch den neuartigen Schwimmanzug LZR-Racer des australischen Schwimmartikel-Herstellers Speedo mehrere nationale Rekorde aufstellten, trug der Rückenspezialist einen Anzug des japanischen Sportherstellers Mizuno. Eine Nominierung in das japanische Aufgebot für die Olympischen Sommerspiele in Peking blieb ihm jedoch verwehrt.
Nach einem erhöhten Trainingspensum im Winter und Höhentraining siegte Koga Mitte Februar 2009 bei den japanischen Kurzbahnmeisterschaften im Freien über die kurze Rückendistanz (23,46 s). Bei den japanischen Meisterschaften Mitte April verbesserte er den nationalen Rekord über die 100-Meter-Rückenstrecke um fast sieben Zehntel auf 52,87 s und gewann den Titel, obwohl er laut eigenem Bekunden eine Zeit unter 53 Sekunden niemals für möglich gehalten hätte. Der Erfolg über die 100 Meter ließ den 21-Jährigen daraufhin auf eine Medaille bei der Schwimm-WM in Rom spekulieren. Einen Tag später gewann er auch die 50-Meter-Strecke und verbesserte den japanischen Rekord auf 24,45 s, nur 0,12 Sekunden vom Weltrekord des US-Amerikaners Randall Bal entfernt.
Bei einem Schaukampf Anfang Mai 2009 mit der australischen Mannschaft in Canberra, dem Duel in the Pool, verlor der Japaner jedoch seinen Rekord über 100 Meter Rücken an seinen Landsmann Ryōsuke Irie (52,56 s), der ihn mit mehr als einer Sekunde Vorsprung auf den zweiten Platz verwies (53,38 s). Auch bei den Japan Open einen Monat später musste sich Koga über die 100-Meter-Distanz dem zwei Jahre jüngeren Kontrahenten geschlagen geben. Erst bei der Universiade in Belgrad Anfang Juli gelang es dem Studenten der Waseda-Universität Irie über die 50 Meter eine Niederlage beizubringen. Ebenfalls über die 100 Meter Rücken war Koga als Halbfinalschnellster (52,39 s) Favorit, belegte aber im Finale hinter dem spanischen Sieger Aschwin Wildeboer und Irie in einer Zeit von 53,08 s einen geteilten dritten Platz (gemeinsam mit dem Briten Liam Tancock und dem Amerikaner Aaron Peirsol). Zweieinhalb Wochen später gelang Koga sein bisher größter sportlicher Erfolg. Bei der Schwimm-WM in Rom sicherte er sich als erster asiatischer Schwimmer den Titel über die 100-Meter-Rückendistanz in der japanischen Rekordzeit von 52,26 s vor dem Deutschen Helge Meeuw und dem Spanier Wildeboer. Über 50 m Rücken gewann Koga hinter dem Briten Tancock WM-Silber.
Im März 2018 wurde Koga bei Dopingtests zweimal positiv getestet. Es wurden die muskelaufbauenden Stoffe LGD-4033 und SARM S-22 nachgewiesen. Koga wurde deshalb von den Asienspielen 2018 ausgeschlossen und für vier Jahre gesperrt.

### Persönliche Bestzeiten
| Strecke        | Zeit         | Datum            | Ort         |
| -------------- | ------------ | ---------------- | ----------- |
| 50 m Rücken    | 24,24 s*     | 2. August 2009   | Rom         |
| 100 m Rücken   | 52,26 s*     | 28. Juli 2009    | Rom         |
| 200 m Rücken   | 02:02,56 min | 17. Mai 2008     | Santa Clara |
| 50 m Freistil  | 22,80 s      | 2. November 2008 | Singapur    |
| 100 m Freistil | 49,65 s      | 9. Mai 2009      | Canberra    |
| 200 m Freistil | 01:57,75 min | 23. Juni 2005    | Santa Clara |

* = Japanischer Rekord